# 이즈미역 (이와키시)
이즈미역(일본어: 泉駅)은 일본 후쿠시마현 이와키시에 있는 동일본 여객철도와 후쿠시마 임해 철도의 철도역이다. 후쿠시마 임해 철도는 화물만을 취급하고 있다.

## 역 구조
2면 3선 구조의 지상역이다. 선상역사를 운영하고 있다. 직영역으로, 오전 5시 50분부터 오후 8시 30분까지 초록 창구를 운영하고 있다. 스이카 및 제휴 교통카드를 사용하고 있다.

### 승강장
| 1   | ■ 조반선 | 히타치 · 미토 방면   |
| 2·3 | ■ 조반선 | 이와키 · 히로노 방면 |

## 역세권 정보
이와키시 오나하마 지구의 중심지이다.
- 이와키시청사 이즈미 출장소
- 오나하마 항

## 역사
- 1895년 11월 4일 ― 닛폰 철도의 역으로 개업했다.
- 1906년 11월 1일 ― 국유화에 따라 일본국유철도의 소속이 되었다.
- 1907년 12월 1일 ― 오나하마 임해 철도와 후쿠시마 임해 철도의 전신인 오나하마 마차 궤도의 운행이 시작되었다.
- 1941년 6월 ― 오나하마 임해 철도가 노선을 변경하여 이즈미역이 환승역이 되었다.
- 1972년 10월 1일 ― 후쿠시마 임해 철도가 여객 취급을 중단했다.
- 1987년 4월 1일 ― 민영화에 따라 동일본 여객철도의 소속이 되었다.

## 인접역
| 동일본 여객철도 조반선                | 동일본 여객철도 조반선 | 동일본 여객철도 조반선 |
| ------------------------------------- | ---------------------- | ---------------------- |
| 우에다 미토 방면                      | ■ 조반선               | 유모토 이와키 방면     |
| 후쿠시마 임해 철도 본선               |                        |                        |
| 시·종착역                             | ■ 본선                 | 미야시타 오나하마 방면 |
| 후쿠시마 임해 철도는 화물만 취급한다. |                        |                        |